# Dendrophthoe copelandii
Dendrophthoe copelandii là một loài thực vật có hoa trong họ Loranthaceae. Loài này được (Merr.) Danser mô tả khoa học đầu tiên năm 1929.